# Hieronymus Georgi
Hieronymus Georgi (* 13. Mai 1659 in Königsberg; † 12. Juli 1717 ebenda) war ein deutscher Buchdrucker und Dichter.

## Leben
Georgi hatte sich am 13. April 1677 an der Universität Königsberg immatrikuliert. Nach umfangreichen philosophischen Studien bei Friedrich Deutsch und Melchior Zeidler erwarb er am 26. April 1685 den akademischen Grad eines Magisters der Philosophie. Danach wurde er Privatdozent in Königsberg. 1688 übertrug man ihm das Subinspektorat der Alumnen und 1694 berief man ihn zum ordentlichen Professor der Dichtkunst. Zudem hatte er von der Witwe des Buchdrucker Johann Siegmund Lange die Reich’sche Buchdruckerei erworben, die er fortführte und für die er am 26. Juli 1701 ein Druckereiprivileg erhielt. Er stellte diese Tätigkeit jedoch hinter seine Lehraufgaben zurück. In seiner Eigenschaft als Professor der philosophischen Fakultät der Königsberger Hochschule hatte er sich im Sommersemester 1716 als Rektor der Alma Mater an deren organisatorischen Aufgaben beteiligt und war auch im Wintersemester noch als Prorektor aktiv. Seine Druckerei ging nach seinem Tod an die Evangelisch-Reformierte Kirche Litauens.

## Werke
- Disputatio philosophica, quaestionem, An intellectus agens, qui in homine est, ex mente Aristotelis Deus sit? examinans. Königsberg 1685 (digital.staatsbibliothek-berlin.de).
- Disputatio secunda, de quantitate animae. Königsberg 1687.
- De principiis actionum humanarum moralium, disputatio prima. Königsberg 1687.
- De principiis actionum humanarum moralium, disputatio secunda. Königsberg 1687.
- Disputatio physica de causis mineralium. 1688.
- De principiis actionum humanarum moralium, disputatio tertia. Königsberg 1690.
- Exercitatio dialectica prior, de numero elenchorum sophisticorum, sive fallaciarum, in dictione. Königsberg 1691.
- De arte imitandi poetica. Königsberg 1694.
- Exercitatio academica de educatione. Königsberg 1695.
- Philosophiam propaedeutica sive Philosophiae Fundamenta praerequisita, ad ductum et methodum Cursus Philosophici b. Professoris Raben in tres Tomos iuxta triplicem Philosophiam breviter et perspicue distribute. Königsberg 1716.

Herausgeberschaft
- Melchior Zeidler Rhetoricam ecclesiasticam. Königsberg 1704.